# Novembre 1808

## Événements

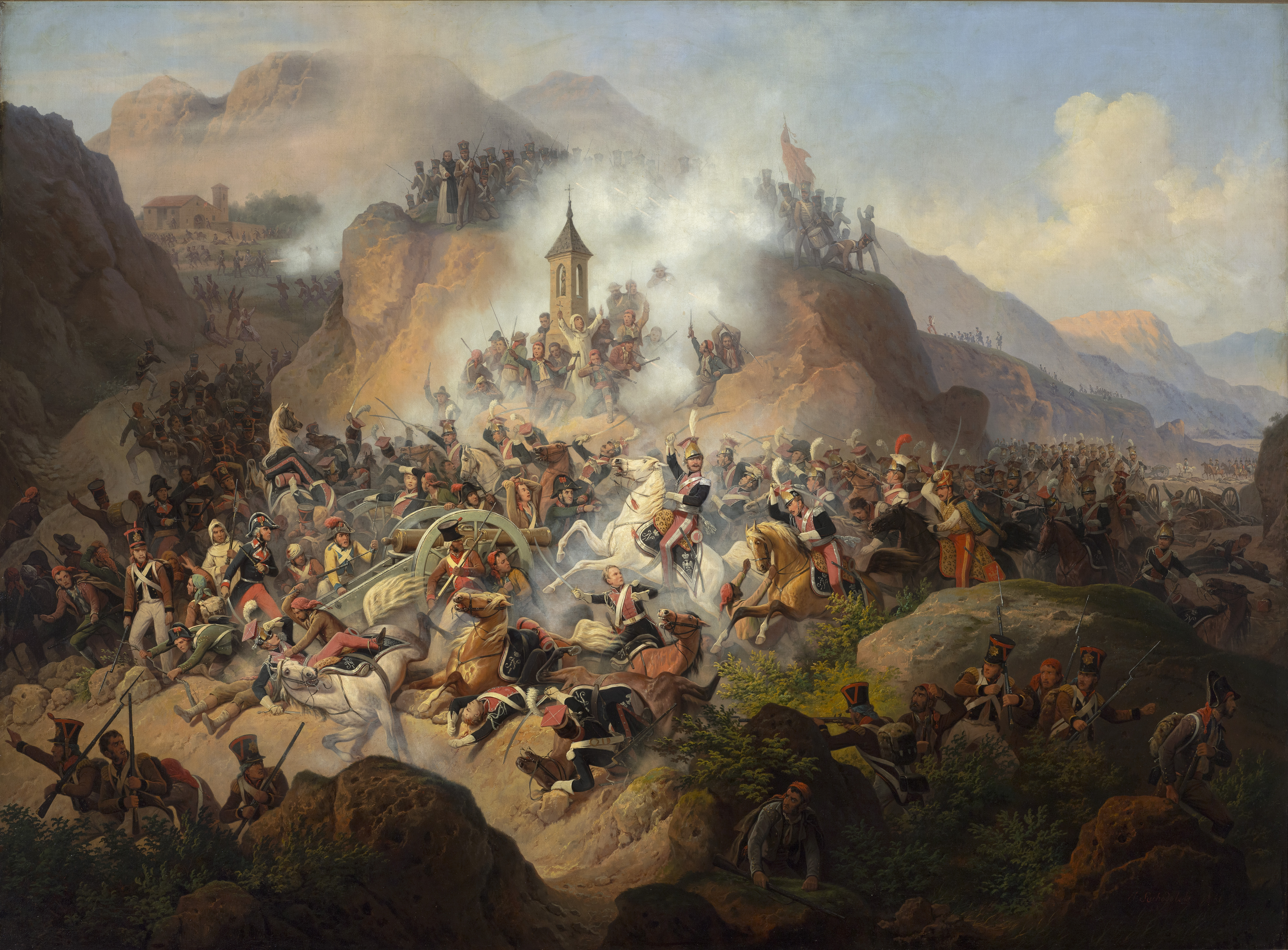
30 novembre : bataille de Somosierra

- États-Unis, Élection présidentielle américaine de 1808 : le républicain démocrate James Madison obtient un premier mandat de président des États-Unis après avoir battu le fédéraliste Charles Cotesworth Pinckney.

- 4 novembre, Bayonne : Napoléon intervient en personne avec 200 000 grognards et reprend les villes et les voies de communication[1]. Malgré un revers de Villatte à Balmaseda[2], les troupes de Napoléon remportent une série de victoires qui leur ouvrent la route de Madrid - bataille de Burgos (10 novembre), Espinosa (10-11 novembre), Somosierra (30 novembre) - tandis que Lannes bat à Tudela les généraux Palafox et Castaños (23 novembre)[3].

- 5 novembre : clôture de la diète de Presbourg. Dernière levée de troupes selon le système de l’insurrection nobiliaire en Hongrie[4]. Les armées hongroises engagées dans les guerres napoléoniennes atteignent jusqu’à 35 régiments, soit plus de 115 000 hommes.

- 7 novembre : bataille de Palo Hincado à Saint-Domingue[5]. Les émigrés dominicains à Porto Rico chassent les Français qui s’étaient maintenus dans la partie espagnole de l’île après leur défaite à Haïti.

- 14 novembre : révolte des Janissaires contre les réformes militaires à Constantinople[6].

- 15 novembre, Constantinople : le grand vizir ottoman Mustapha Beiraktar est tué lors de l’assaut des Janissaires contre la Sublime Porte dans l’explosion d’un magasin de poudre. Le sultan ottoman déposé Mustafa IV est assassiné sur ordre de son frère le même jour au palais de Topkapı[7].

- 17 novembre, France : décret promulguant le code d’instruction criminelle[8], qui établit les fonctions du juge d’instruction et introduit le principe du secret de l’instruction, supprime le jury d’accusation et donne aux préfets le pouvoir de choisir les jurés du jury de jugement sur les listes censitaires[9],[10].

- 18 novembre : définition d'un statut des villes en Prusse dont les conseils municipaux seront élus par les bourgeois résidents[11].

- 24 novembre : Napoléon, apprenant que le ministre prussien Stein préparait une revanche contre les Français, exige sa démission et fait confisquer ses biens. Stein s’enfuit en Autriche[12]. Altenstein et Dohna prennent la tête du ministère (fin le 4 juin 1810)[13].

- Loi du 25 novembre : le Brésil s’ouvre aux étrangers[14].

## Naissances
- 2 novembre : Jules Barbey d'Aurevilly, écrivain français († 23 avril 1889).
- 6 novembre : Friedrich Julius Richelot, († 1875) mathématicien allemand.
- 7 novembre : Jean-Louis Gintrac, peintre, dessinateur et lithographe français († 20 juin 1886).
- 8 novembre : Antonio Rotondo y Rabasco, écrivain, artiste peintre, historien et dentiste espagnol († 1879).
- 21 novembre : Pierre Catrufo, peintre suisse († 1853).